# Departamento Federal do Meio Ambiente, dos Transportes, da Energia e da Comunicação
O Departamento Federal do Meio Ambiente, dos Transportes, da Energia e da Comunicação é um dos sete departamentos do Conselho Federal Suíço. A sus denominação oficial é Département fédéral de l'environnement, des transports, de l'énergie et de la communication (DETEC)".

## Serviços
Este departamento  está dividido da seguinte maneiras:
- Escritório federal da energia
- Escritório federal da comunicação
- Escritório federal do desenvolvimento territorial
- Escritório federal das estradas
- Escritório federal dos transportes
- Escritório federal do meio-ambiente
- Escritório federal da aviação civil

## Denominações
Este departamento tem tido nomes semelhantes e os últimos foram:
- 1963; Departamento dos transportes e comunicações e energia
- 1979; Departamento federal dos transportes, das comunicações e da energia
- 1998; a denominação actual